# Смитсоновская астрофизическая обсерватория
Смитсоновская астрофизическая обсерватория (САО) является исследовательским подразделением Смитсоновского института, с головным подразделением в Кембридже (штат Массачусетс), где она объединена с Гарвардской университетской обсерваторией в составе Гарвард-Смитсоновского центра астрофизики.

## История
САО была основана в 1890 году Самуэлем Пирпонтом Лэнгли, прежде всего для исследований Солнца. Лэнгли помнят сегодня как пионера авиации, но он получил образование астронома и был первым американским учёным, который выделил астрофизику в отдельную дисциплину. Лэнгли изобрёл болометр и обнаружил инфракрасное излучение от Солнца.
В 1955 году САО переехала из Вашингтона (округ Колумбия) в Кембридж, чтобы присоединиться к Гарвардской университетской обсерватории и расширить его штат, возможности, и, что наиболее важно, научную область. Фред Виппл, первый директор САО в эту новую эру, принял решение: создать международную сеть управления спутниками — решение, которое сделает САО пионером и лидером в космических исследованиях.
В 1973 году связи между САО и Гарвардом были усилены и формализованы созданием объединенного Гарвард-Смитсоновского центра астрофизики.

## САО сегодня
В настоящее время более 300 учёных в САО включены в широкую программу исследований в области астрономии, астрофизики, исследований Земли.
Руководство САО  прилагает усилия в развитии орбитальных обсерваторий и больших наземных телескопов, в области применения компьютеров к астрофизическим проблемам и интеграции лабораторных измерений, теоретической астрофизики и наблюдений в области электромагнитного спектра, что весьма поспособствовало современному пониманию Вселенной.
САО управляет рентгеновской обсерваторией Чандра из Кембриджа. Совместно с  Аризонским университетом САО также управляет обсерваторией MMT. САО принадлежит Обсерватория имени Уиппла.

## Директора обсерватории
- 1890—1906 — Самуэль Пирпонт Лэнгли
- 1906—1944 — Чарлз Грили Аббот
- 1944—1955 — Лойял Олдрич[англ.]
- 1955—1973 — Фред Лоуренс Виппл
- 1973—1982 — Джордж Филд
- 1983—2004 — Ирвин Шапиро[2]
- 2004—н. в. — Чарльз Олкок[англ.][3]